# Parafia św. Floriana w Proboszczewicach
Parafia pw. św. Floriana w Starych Proboszczewicach – rzymskokatolicka parafia należąca do dekanatu bielskiego, diecezji płockiej, metropolii warszawskiej. Erygowana w XIII stuleciu.